# Бежаново (Добричская область)
Бежаново (болг. Бежаново) — село в Болгарии. Находится в Добричской области, входит в общину Генерал-Тошево. Население составляет 121 человек.